# Église Saint-Pierre d'Oeyreluy
L’église Saint-Pierre d’Oeyreluy est un lieu de culte catholique à Oeyreluy, dans les Landes. Son portail roman fait l’objet d’une inscription au titre de monument historique depuis le 2 décembre 1926.
Ancien prieuré de l’abbaye de Divielle, cette église romane possède un portail romane du XVIIe siècle, deux cloches, six vitraux et un nombre important de mobiliers anciens. Propriété de la commune, elle est rattachée à la paroisse Saint-Joseph-des-Barthes et au diocèse d'Aire et Dax.

## Localisation
L’église est située rue du Bourg, dans le centre du village de Oeyreluy, au sud de Dax. Elle est positionnée sur la place centrale du village, entourée par la rue du Bourg et la rue de Bénézit, non loin de la mairie.

## Historique
L’église est d’abord construite à proximité du Luy et constitue l’un des prieurés de l’abbaye de Divielle. Sa construction date des débuts de l’époque romane. Elle est construite à l’aide des pierres d’une villa antique détruite. Son portail roman date probablement du XIIe siècle. À cause des fréquentes inondations et de la distance du bourg, l’église est démontée et remontée pierre par pierre au centre du village peu avant la Révolution.  
Le décret du 21 septembre 1812 transforme l’église en chapelle et le succursale d’Oeyreluy est rattachée à celle de Tercis-les-Bains. À deux reprises, le 8 et le 12 juillet 1816 les habitants d’Oeyreluy, leur maire et leur curé réclament le retour d’une succursale et d’une église dans le village à Joseph-Jacques Loison, évêque de Bayonne. Finalement, l’abbé Caillau est nommé curé d’Oeyreluy le 18 juillet 1842. Il y trouve un édifice « pauvre, sans ornements, sans vase sacré », possédant seulement un calice en argent et un autel en ruines. La cloche est fondue en 1858 et bénite par Prosper-Michel-Arnaud Hiraboure, évêque d'Aire, le 6 avril de la même année. Son successeur, Louis-Marie Épivent, autorise un changement d’autel le 29 octobre 1864. 
L’édifice est à plusieurs reprises modifié : on trouve « certaines incohérences dans le remontage du portail roman ». La chapelle sud est ajoutée en 1843 et la chapelle nord en 1902. Son portail roman est inscrite au titre des monuments historiques par décret le 2 décembre 1926. Les fenêtres des contreforts du chevet sont rétablies dans les années 1970. 

## Architecture
L’église Saint-Pierre est une église romane. Sa nef est triangulaire et son abside est semi-circulaire. Deux chapelles latérales sont positionnées en avant du chœur. Le clocher en impériale sur la face ouest est surmonté d’une flèche.

### Portail roman
Bien que la tradition locale fasse remonter la construction de la porte romane de la face nord au VIIe ou au VIIIe siècle, elle n’est probablement pas antérieure au XIIe siècle. Elle est entourée de deux colonnettes et est surmontée d’un chapiteau et d’un tympan orné du chrisme. Les contours du portail sont richement sculptés : une « frise de cercles sécants reliés par une corde longitudinale terminée par deux crossettes » sur le linteau, Daniel dans la fosse aux lions et « des tiges ondulées ou cordes nouées terminées par des têtes d'oiseau » sur le chapiteau gauche, et un homme debout derrière un animal allongé et des « rinceaux à fleurons, palmes et pal » sur le chapiteau droit,.

Photographies du portail roman par Jean-Auguste Brutails en 1886
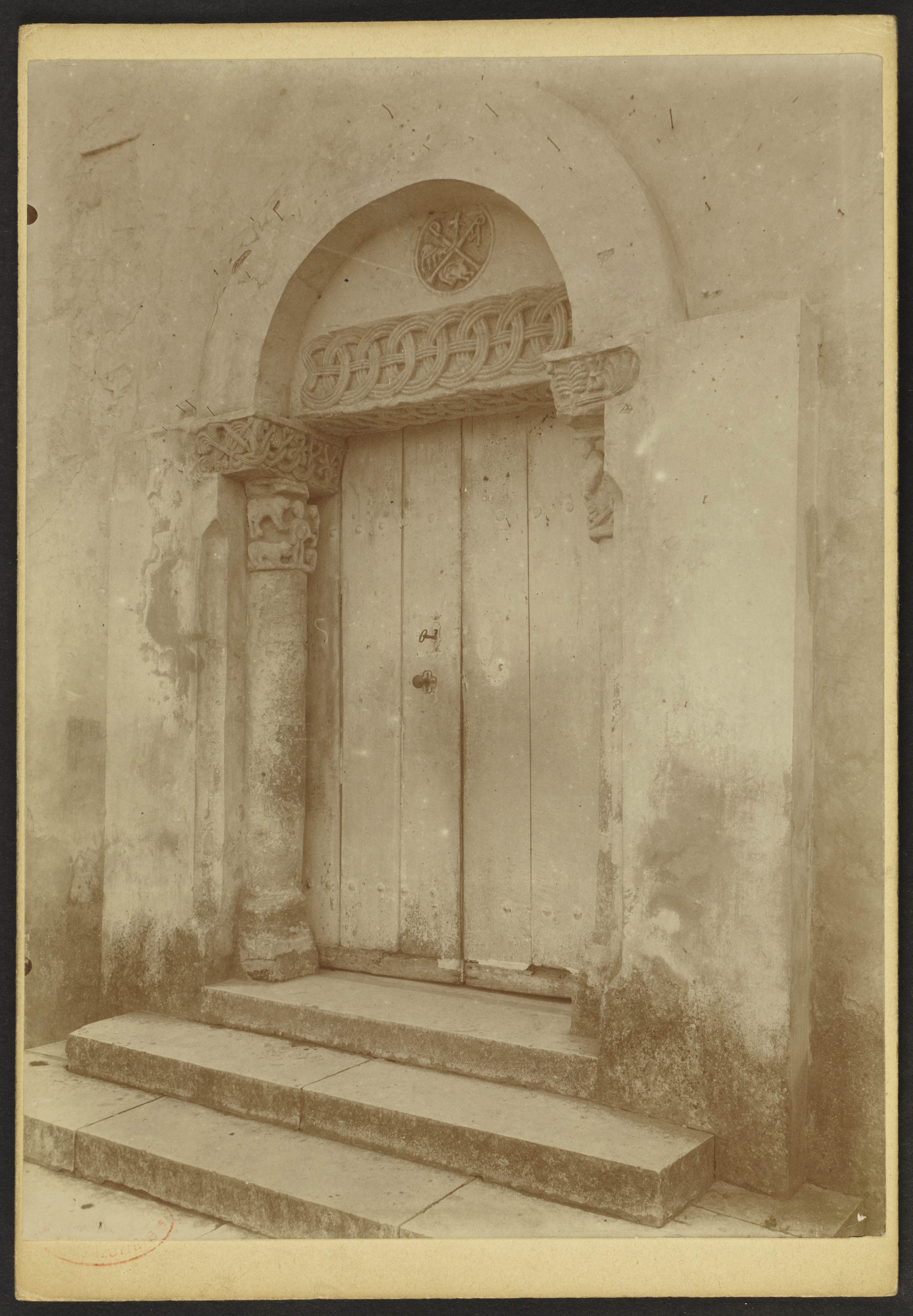
Vue depuis la droite.
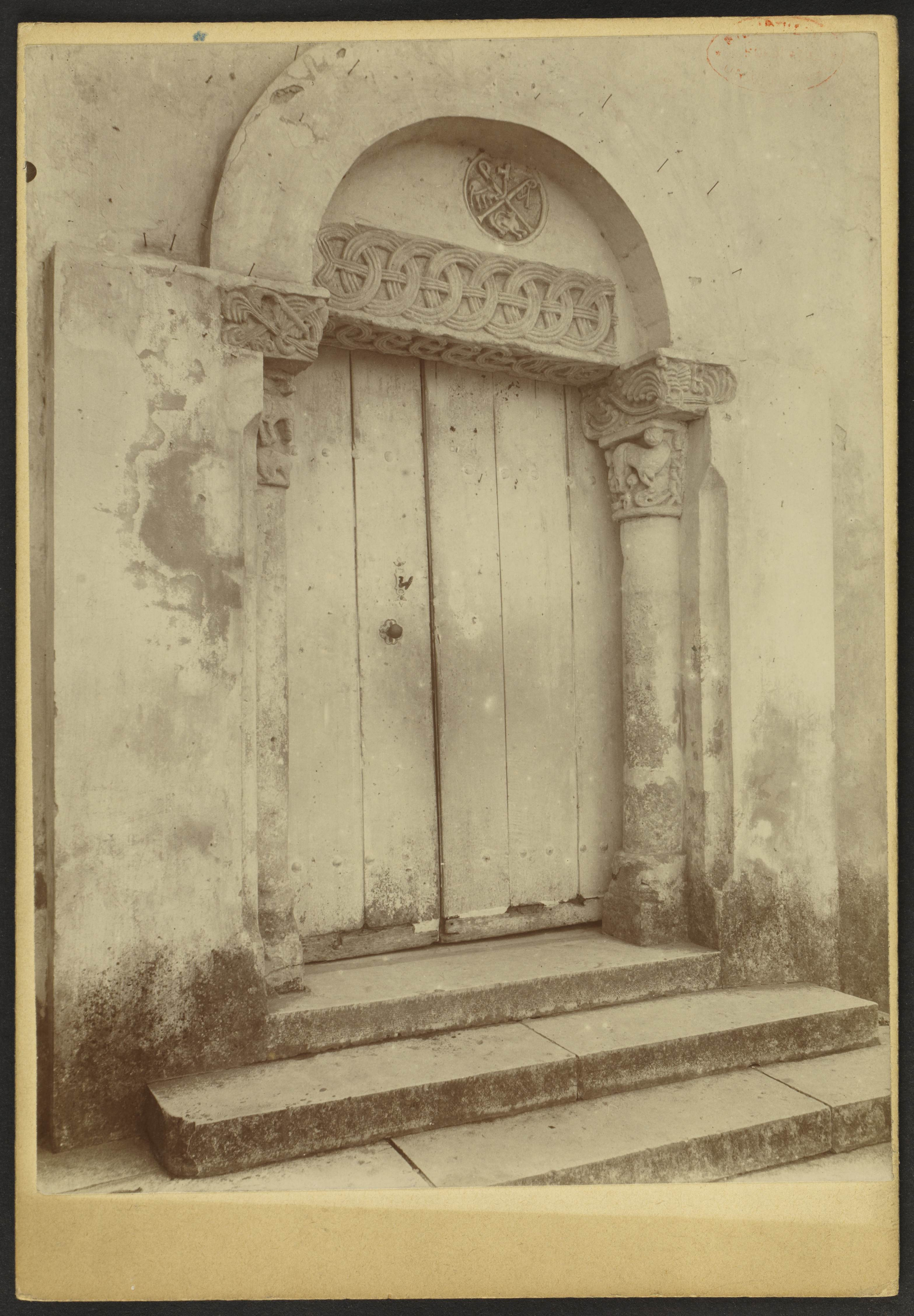
Vue depuis la gauche.
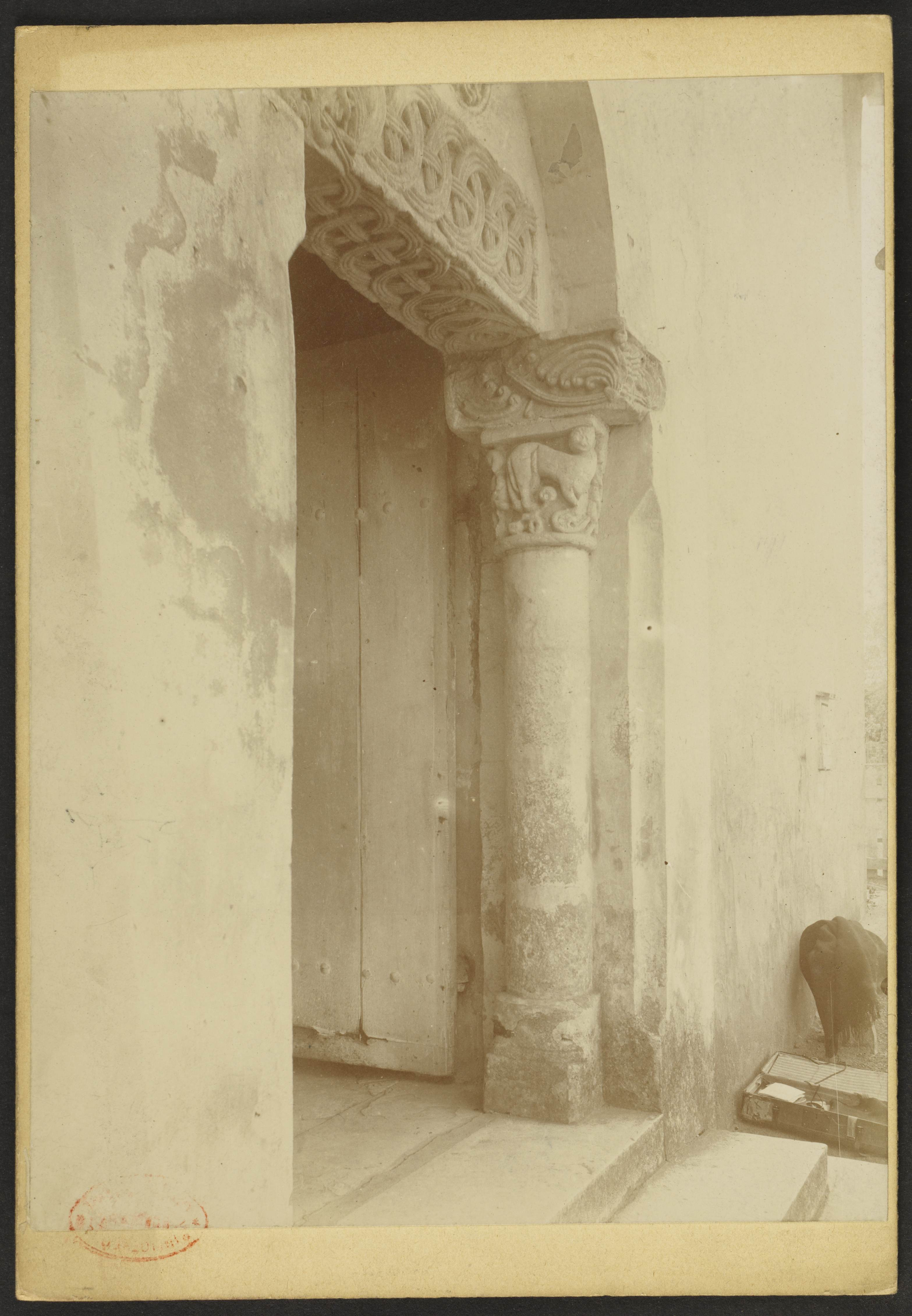
Vue de la porte ouverte.

## Décors et mobilier
Sa longue histoire de prieuré dépendant de l’abbaye de Divielle permet une importante concentration de mobiliers et décors historiques dans cette église. On y trouve par exemple deux cloches du XXe siècle, des vitraux du début du XXe siècle, un autel du XIXe siècle, des fonts baptismaux du tournant XVIIe et du XVIIIe siècle et un tableau du XVIIe siècle.

### Cloches
Les deux cloches de l’église, nommées Marie Françoise et Marie Valentine, sont faites de bronze. La première, mesurant 87 cm de haut et 85 cm de large, est ornée de gravures d’un calvaire et de Marie Madeleine sur le vase, de deux arcatures gothiques à accolades sur le vase supérieur et le cerveau et d’une frise de rinceaux sur la faussure. La seconde, mesurant 71 cm de haut et 68 cm de large, arbore une croix grecque fleuronnée et nimbée avec calice rayonnant sur le médaillon central du vase, d’une frise de fleurons dans des quadrilobes sur le vase supérieur et de frises de cercles entourant alternativement des croix pattées et des étoiles sur la faussure. La première cloche de l’église dont on retrouve la trace est exécutée en 1812 par François Bardan ou Bardau, la deuxième par le fondeur dacquois François-Dominique Delestan en 1858. Le parrain de la première est Bernard-Marie de Neurisse, baron de Laluque, et Thérèse Dufaur. La deuxième est parrainée par Laurence de Bachelier d’Armana, sa belle-fille. Elles sont toutes deux fondues en 1953 pour servir de matériau aux deux cloches actuelles par le fondeur tarbais Marcel Fourcade. 

### Vitraux
L’église compte six vitraux. Nous n’avons aucune information sur les deux premiers. Le troisième dépeint Abdon avec un lion à ses pieds, le quatrième Vincent de Paul, le cinquième Notre-Dame de Lourdes et le sixième Pierre. Ils sont représentés « en pied sur fond de ciel, sous une arcade polylobée portée par des colonnettes à chapiteau feuillagé ». Les vitraux 3, 4 et 6 figurent des « bordures à rosaces et feuilles sur fond rouge », tandis que les bordures du cinquième sont à « entrelacs feuillagés sur fond bleu ».  Ils sont l’œuvre du peintre-verrier toulousain Louis Saint-Blancat. Les vitraux de la nef et de la chapelle nord sont réalisés en 1900, tandis que ceux de la chapelle sud sont effectués en 1902. Le quatrième vitrail, originellement placé dans le chœur, est déplacé vers la chapelle sud. Les vitraux 3 et 6 sont offerts par Abdon d’Armana, fille de Laurence de Bachelier de Talamon, le quatrième est offert par Hector du Poy, son petit-gendre, et maire d’Oeyreluy et le cinquième par les jeunes filles de la paroisse.

### Tableaux
L’église conserve plusieurs tableaux, dont un Portrait du père Joseph, réalisé au XVIIe ou au XVIIIe siècle par un auteur inconnu. Cette huile sur toile (95 × 70 cm) dépeint François Leclerc du Tremblay, dit père Joseph, frère capucin et conseiller du cardinal de Richelieu. Il est représenté de trois-quarts et à mi-corp. Il arbore une longue barbe et porte le froc des capucins. Un crâne humain surmonté d’une barrette de cardinal est posé devant lui sur une table recouverte d’un tissu vert. Le tableau  porte l’inscription suivante :  
« F. IOSEPH EX ILLUSTRI PROSAPIA DE TREMBLAY A LUDOVICO XIII - CUJUS MINISTER FUIT S.R.E. CARDINALIS DESIGNATUS 1638 »
« Frère Joseph, de l'illustre lignée de Tremblay, désigné par Louis XIII, dont il fut le ministre, comme cardinal de la sainte Église romaine en 1638. »
Dans la chapelle nord, près des fonts baptismaux, on trouve un tableau auquel on donne les titres La Vierge à l'Enfant et un saint évêque ou Vierge et évêque. Il est exécuté par un certain Saïe (ou Saïr ou Saït) en 1762. Également une huile sur toile, elle représente un évêque portant une mitre et une crosse dont l’identité est inconnue bénissant la vierge à l'Enfant. D’après un inventaire de 2013, le tableau mesurerait 174 × 136 cm. Selon une notice de 2011, ses dimensions seraient plutôt 134 × 92 cm sans le cadre et 150 × 108 cm avec. Elle signale également un « accroc » réparé avec un morceau de toile au niveau de la hanche de l’évêque et qu’il est encrassé et que son vernis est moisi,.
À l’opposé, dans la chapelle sud, se situe un tableau mystérieux, nommé Saint Norbert recevant la règle de saint Augustin des mains du pape Honorius II par une notice de 2011 et Saint Albert le Grand ? par l’inventaire de 2013. Cette huile sur toile, datant de la première moitié du XVIIe siècle et dont l’auteur est inconnu, mesure 150 × 108 cm avec le cadre et 134 × 92 cm sans. On y voit, dans une salle de palais, la remise d’un livret broché par le pape assis sur son trône et entouré de deux cardinaux à deux moines à l’habit blanc agenouillés devant lui. L’un des cardinaux tient un étui en cuir et un hallebardier garde la porte. D’après Jean-Philippe Maisonnave, elle représente « saint Albert le Grand, accompagné de saint Thomas d'Aquin, remettant sa charge d'évêque de Ratisbonne au légat pontifical ». Selon la notice de 2011, elle représente un pape (dont les armoiries derrière le trône sont fantaisistes) remettant la règle d’un ordre à son fondateur. D’après l’habit des deux religieux, il s’agirait de Norbert de Xanten, fondateur de l’ordre des prémontrés, recevant la règle de l’ordre de la part d’Honorius II. Si cette hypothèse était exacte, cela permettrait de relier le tableau à l’abbaye de Divielle, abbaye prémontrée dont l’église dépend jusqu’à la Révolution d’après Vincent Foix,.

### Statues
L’église compte deux statues : une du Sacré-Cœur et une de Jeanne d'Arc. La première mesure 104 × 88 cm et représente le Sacré-Cœur « les bras étendus, debout sur le globe, écrasant le serpent, avec les instruments de la Passion à ses pieds », la seconde mesure 133 × 44 cm et dépeint Jeanne d’Arc « en bergère, les mains jointes, écoutant ses voix ; sur le socle, un écu aux armes dites « de Jeanne d'Arc » entre deux rameaux de chêne ». Elles ont été fabriquées en plâtre par l’entreprise parisienne La sculpture religieuse à quelques années d’intervalles entre la fin du XIXe et le début du XXe siècle. La première est une copie d’une statue offerte par Patrice de Mac Mahon et produite en série après la validation de Léon XIII. Elle est inventoriée dès 1906 dans l’église. La seconde est issue d’un modèle créé en 1909.

### Autel
L’autel (99 × 208 × 90 cm) date du premier quart du XIXe siècle. Composé de marbre blanc veiné mouluré et décoré de plusieurs motifs, dont  une croix grecque et un pélican mystique. Il est morcelé vers 1970. Entre 1992 et 2011, il est déplacé dans le chœur pour remplacer l’autel Sacré-Cœur offert par Abdon d’Armana en 1902. Il est abîmé et tronqué de plusieurs parties. Il est accompagné d’un tabernacle encastré dans le mur et d’un autel « face au peuple » (91 × 200 × 77 cm) créé à partir des pièces d’une chaire à prêcher étant du XVIIIe siècle.

### Autre mobilier
Dans la sacristie, on trouve un calice en argent doré mesurant 25,4 cm. Le pied, large de 15,4 cm, est gravé et cisaillé. Il est relié par un nœud ovoïde à une coupe de 9,4 cm. Il est décoré par une croix sur un talus herbeux sur la base du pied, avec, dessus, un cœur percé de clous et de plaies sanglantes. Trois angelots à bavette alternant avec des bouquets de fruit décorent le nœud. Il y a deux frises sur le pied : une à feuilles trilobées à nervure perlée sur la bâte et une d'oves sur le bord du pied. Les collerettes sont ornées de perles. Il date de la fin du XVIIe siècle et est l’œuvre d’un orfèvre bordelais, probablement de la famille Sermesan. Il s’agit d’un des « rares exemples d'orfèvrerie ante-révolutionnaire dans la région de Dax »,. Au même endroit sont conservés un calice et un patène fabriqués dans un atelier parisien dans la deuxième moitié du XIXe siècle. De style néogothique, le calice (23,2 cm de haut, au pied large de 15,6 cm et à la coupe large de 9,9 cm) est composé d’un pied à six lobes, d’une tige tubulaire, d’un noeud torique, d’une bague et d’une coupe à décor gravé imitant une fausse-coupe. Il est couvert de hauts-reliefs de la Sainte Famille, de représentations des verrues théologales, d’une croix de Malte, de motifs végétaux et d’un cœur de Marie. Le patène mesure 15 cm de diamètre. Un ostensoir du milieu du XXe siècle est conservé dans la sacristie. Il est l’œuvre de la fabrique lyonnaise Favier frères, dont on retrouve poinçon à la base. Mesurant 46 × 27,1 cm, il est fait de bois feuillu exotique recouvert de peinture dorée. De style art déco, sa base et sa tige sont hexagonales. Il est décoré de quatre gerbes de trois épis de blé en rayons. 
Les fonts baptismaux en calcaire mouluré mesurent 97 × 118 cm (pour 53,5 cm de profondeur). Ils datent de la limite entre le XVIIe et le XVIIIe siècle. Ils étaient originellement fixés à un mur du cœur, mais, lors de leur découverte en 1992, ils ont été déplacés au milieu de la chapelle nord. Ils sont abîmés et plusieurs éléments ont été refaits avec du ciment. Un bénitier datant de la première moitié du XIXe siècle est situé à l’ouest de la nef. En marbre veiné, il est composé d’une vasque ovale mesurant 77 × 59 cm moulurée et bordée de feuillures et d’un pied en balustres portant l’objet à 105,5 cm de haut. Le pied est ébréché à sa base et à son sommet ; il est réparé avec du ciment. On trouve également dans la nef treize bancs de fidèles en bois datant du XIXe siècle.

### Articles
- [Dufourcet 1881] Eugène Dufourcet, « Œyreluy et la porte romane de son église », Bulletin de la Société de Borda, vol. 4,‎ 1881, p. 188.
- [Favreau, Michaud et Mora 1985] Robert Favreau, Jean Michaud et Bernadette Mora, « Chrismes du Sud-Ouest », Corpus des inscriptions de la France médiévale, t. 10,‎ 1985, p. 117-118 et 241 (lire en ligne).

### Ouvrages
- [Chabas 1970] David Chabas, Villes et villages des Landes, t. II, Capbreton, Chabas, 1970 (BNF 34294426), p. 291.
- [Cabanot 1978] Jean Cabanot, Gascogne Romane, Saint-Léger-Vauban, Zodiaque, 1978, 336 p. (BNF 34624425), p. 38-39.
- [Gaborit 1979] Michelle Gaborit, Les constructions de petit appareil au début de l'art roman dans les édifices religieux de la France du Sud-Ouest (Gers, Gironde, Landes, Lot-et-Garonne, Pyrénées Atlantiques), Bordeaux, Université Bordeaux-3, 1979, p. 315.
- [Lerat 1984] Serge Lerat (dir.), Landes et Chalosse, t. I, Pau, Éditions Cairn, 1984 (BNF 35013340), p. 337.